# Пам’ятний знак робочим і службовцям коксохімічного заводу (Кривий Ріг)

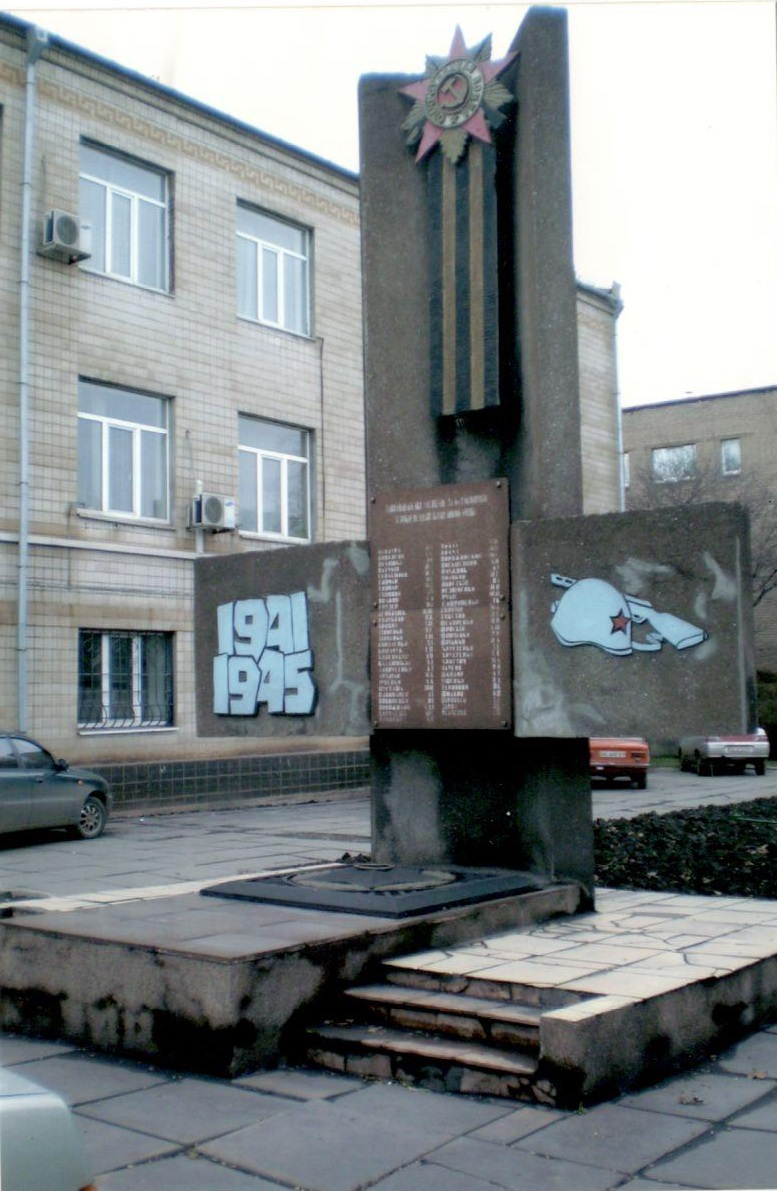

Пам'ятний знак робочим і службовцям коксохімічного заводу, полеглим на фронтах Великої Вітчизняної війни — встановлено на території заводу в 1985 р. Пам'ятка знаходиться в Металургійному районі, за адресою: вул. Цимлянська, 3.

## Передісторія
У період 1941—1945 рр. робочі і службовці коксохімічного заводу (Криворізький коксохімічний завод введений в дію в січні 1936 р., актом Держкомісії затверджений у серпні 1936 р., як коксохімічний завод № 28 ім. Хатаєвича) захищали Батьківщину від німецько-фашистських загарбників на фронтах Другої Світової війни. 55 виявлених прізвищ робітників занесені в список загиблих. 8 травня 1985 р. за рішенням Дзержинської (нині Металургійної) районної Ради народних депутатів № 32 від 8 лютого 1985 р. було встановлено Пам'ятник робочим і службовцям коксохімічного заводу загиблим на фронтах Великої Вітчизняної війни 1941—1945 рр. Споруду виготовлено по проекту групи проектантів під керівництвом А. М. Даниловича, художник — А. М. Мисько.

## Пам'ятка
Пам'ятний обеліск являє собою споруду з двох вертикальних однакових гранітних колон (висота 5,41 м, ширина 0,80 м, товщина 0,1 м) помаранчевого кольору, розташованих одна навпроти одної під прямим кутом, з чотирма горизонтальними прямокутними блоками на висоті 0,90 м від низу колон: два бокових з металевими рельєфами, два центральних заглиблені з меморіальною дошкою в центрі (розмір блока 1,40х1,37 м). У верхній частині обеліска розміщено фігурне кольорове зображення ордена «Вітчизняна війна» І ступеню. Лівий горизонтальний блок містить металеве рельєфне зображення дат у два рядка: «1941 / 1945», пофарбоване у чорний колір (розмір рельєфу 0,9х0,8 м). Правий горизонтальний блок містить металеве рельєфне зображення солдатської каски радянського воїна та гвинтівки, пофарбоване у чорний колір (розмір рельєфу 0,99х0,48 м). Меморіальна дошка у вигляді двох чавунних плит (розмір плити 0,8х1,1 м), кожна закріплена за допомогою чотирьох металевих штифтів. Дошка пофарбована у чорній колір, містить багаторядковий рельєфний напис українською мовою великими літерами, пофарбованими у золотистий колір: «ЗАВОДЧАНАМ, ЯКІ ЗАГИНУЛИ ЗА БАТЬКІВЩИНУ / В РОКИ ВЕЛИКОЇ ВІТЧИЗНЯНОЇ ВІЙНИ», далі — перелік прізвищ з ініціалами 55 загиблих заводчан. Обеліск стоїть на бетонній платформі (розмір 5,0х3,93 м) прямокутної у плані форми, обкладеної гранітними плитами, зі сходинками (по три зліва та справа від центральної виступаючої частини платформи), біля підніжжя обеліска розташовано комплекс «Вічний вогонь» у вигляді прямокутника з металевої решіткою, в центрі якої п'ятипроменева зірка з отвором для вогню по центру, що вписана у коло (діаметр кола 1,20 м, діаметр отвору 0,26 м). На відстані 0,5 м від «Вічного вогню» на платформі лежить гранітна плита (розмір 0,6х0,5 м) з виступаючим чотирьохрядковим написом українською мовою великими літерами, пофарбованими у золотистий колір «ВАШ ПОДВИГ НЕ ПОМРЕ В ВІКАХ! / ПРОМІННЯМ ПАМ'ЯТІ ЗІГРІТІ, / ВИ БУДЕТЕ ГЕРОЇ ЖИТИ / В ГРАНІТІ ТА ЛЮДСЬКИХ СЕРЦЯХ.».